# Клубный чемпионат Франции по теннису среди женщин 2014
Клубный чемпионат Франции по теннису среди женщин 2014 (оно же — Женский премьер-дивизион) — традиционный показательный теннисный турнир, проводящийся в конце года во Франции.
Турнир проводится в два раунда — сначала команды разбиваются на две группы, играя каждая с каждой в один круг, а затем проводят по одной решающей встречи: лидеры групп — за чемпионский титул; пара аутсайдеров (последняя команда одной группы с предпоследней другой) матчи за право остаться в лиге.
Каждая матчевая встреча состоит из 6 встреч (4 — в одиночном разряде и 2 — в парном). В решающих матчах, в случае ничьей по итогам этих встреч играется дополнительная парная встреча.
В 2013 году турнир стартовал 17 ноября.

## Участники турнира
| Клуб                   | Теннисистки | Клуб            | Теннисистки |
| ---------------------- | --- | --------------- | --- |
| Lagardère Paris Racing | Стефани Коэн-Алоро Кристина Младенович Хлоэ Паке Летисия Сарразан Камиль Сире Селима Сфар Юлия Федосова Клер Фёэрстен Петра Цетковская Амандин Эсс | ASPTT Metz      | Тимея Бабош Миа Бурич Донна Векич Элени Данилиду Александра Каданцу Сесиль Каратанчева Ивана Лисяк Юстин Оцга Александра Ре Констанс Сибиль                       |
| TC Cormontreuil        | Ева Бирнерова Екатерина Бычкова Луция Градецкая Сидни Кастиль Клер Маклуфи Каролина Плишкова Кристина Плишкова Луция Шафаржова                     | TC Paris        | Тимея Бачински Одри Берго Клотильда де Бернарди Альберта Брианти Лу Брюло Мэнди Минелла Полин Пармантье Оливия Санчес Штефани Фёгеле Стефани Форетц Гакон         |
| TCM Denain             | Кристина Барруа Михаэла Гончова Лаура Зигемунд Йоханна Конта Ализе Корне Елица Костова Тадея Маерич Моника Никулеску Кирстен Флипкенс Марин Фонтен | SC Levallois    | Сеголен Берже Ирина Бремон Юлия Глушко Александра Дулгеру Карин Кнапп Кинни Лесне Ализе Лим Полин Лоллия Полона Херцог                                            |
| US Orleans             | Марго Брабан Магали Жирар Ирина Рамьялизон Маргалита Чахнашвили Хайенн Эвейк                                                                       | ST Germain TPBV | Юлия Бейгельзимер Марин Бёгре Гуйо Андреа Ка Вероника Капшай Александра Корашвили Татьяна Ковальчук Александрина Найденова Ольга Савчук Юлиана Федак              |
| Grenoble Tennis        | Флоранс Арин Катерина Ванькова Ана Врлич Марта Домаховска Михаэлла Крайчек Эльза Пеллегринелли Амра Садикович Марина Шамайко Ленка Юрикова         | US Colomiers    | Рената Ворачова Коринна Дентони Мария Елена Камерин Мария Кондратьева Софи Лефевр Патриция Майр-Ахлайтнер Петра Мартич Ивонн Мойсбургер Лаура Поус-Тио Аранча Рус |

## Ход соревнования

### 1-й этап

#### Группа А[1]
| Поз. | Команда                | Очки | Матчи | Сеты | Геймы | 1   | 2   | 3   | 4   | 5   |
| ---- | ---------------------- | ---- | ----- | ---- | ----- | --- | --- | --- | --- | --- |
| 1.   | TCM Denain             | 12   | +14   | +22  | +81   | X   | 4:2 | 5:1 | 4:2 | 6:0 |
| 2.   | Grenoble Tennis        | 9    | +4    | +8   | +22   | 2:4 | X   | 3:3 | 5:1 | 4:2 |
| 3.   | Lagardere Paris Racing | 9    | +3    | 0    | +19   | 1:5 | 3:3 | X   | 4:2 | 4:2 |
| 4.   | US Orleans             | 6    | −6    | −8   | −46   | 2:4 | 1:5 | 2:4 | X   | 4:2 |
| 5.   | TC Cormontreuil        | 4    | −12   | −25  | −76   | 0:6 | 2:4 | 2:4 | 2:4 | X   |

#### Группа Б[2]
| Поз. | Команда         | Очки | Матчи | Сеты | Геймы | 1   | 2   | 3   | 4   | 5   |
| ---- | --------------- | ---- | ----- | ---- | ----- | --- | --- | --- | --- | --- |
| 1.   | ASPTT Metz      | 11   | +6    | +10  | +34   | X   | 4:2 | 4:2 | 3:3 | 4:2 |
| 2.   | TC Paris        | 9    | +2    | +9   | +40   | 2:4 | X   | 4:2 | 3:3 | 4:2 |
| 3.   | US Colomiers    | 8    | 0     | −1   | −26   | 2:4 | 2:4 | X   | 4:2 | 4:2 |
| 4.   | ST Germain TPBV | 8    | 0     | −4   | −4    | 3:3 | 3:3 | 2:4 | X   | 4:2 |
| 5.   | SC Levallois    | 4    | −8    | −14  | −44   | 2:4 | 2:4 | 2:4 | 2:4 | X   |

### 2-й этап

#### Финал
|                 |    | TCM Denain                       | ASPTT Metz              | Счёт        | Итог      |
| --------------- | -- | -------------------------------- | ----------------------- | ----------- | --------- |
| Одиночные матчи | 1. | Кирстен Флипкенс                 | Александра Каданцу      | 6:3 6:1     | 1-0       |
| Одиночные матчи | 2. | Ализе Корне                      | Донна Векич             | 6:2 6:3     | 2-0       |
| Одиночные матчи | 3. | Моника Никулеску                 | Тимея Бабош             | 6:1 2:6 4:6 | 2-1       |
| Одиночные матчи | 4. | Тадея Маерич                     | Ивана Лисяк             | 2:6 0:6     | 2-2       |
| Парные матчи    | 1. | Ализе Корне Кирстен Флипкенс     | Тимея Бабош Юстин Оцга  | 6:4 7:5     | 3-2 (1-0) |
| Парные матчи    | 2. | Моника Никулеску Михаэла Гончова | Донна Векич Ивана Лисяк | 6:3 6:0     | 4-2 (2-0) |